# تابلوی اعلانات

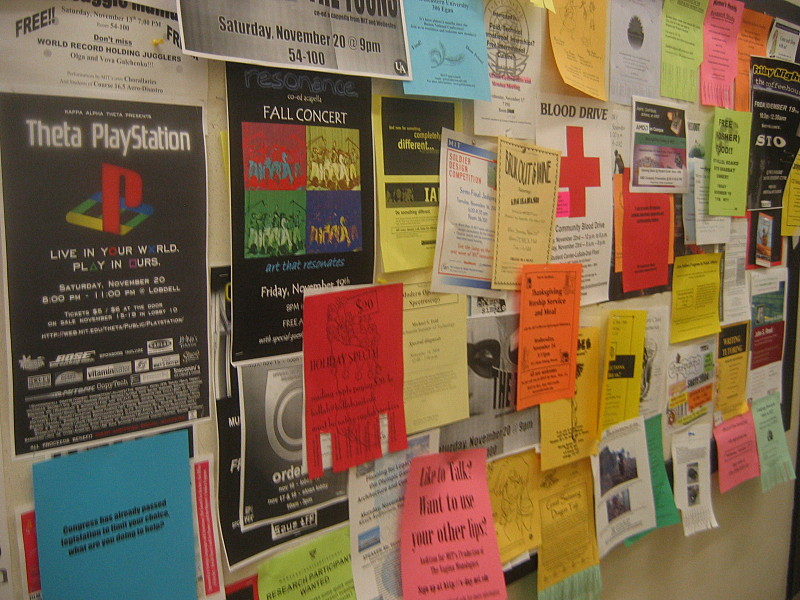
دیوار تابلوی اعلانات درمؤسسه فناوری ماساچوست، نوامبر ۲۰۰۴.

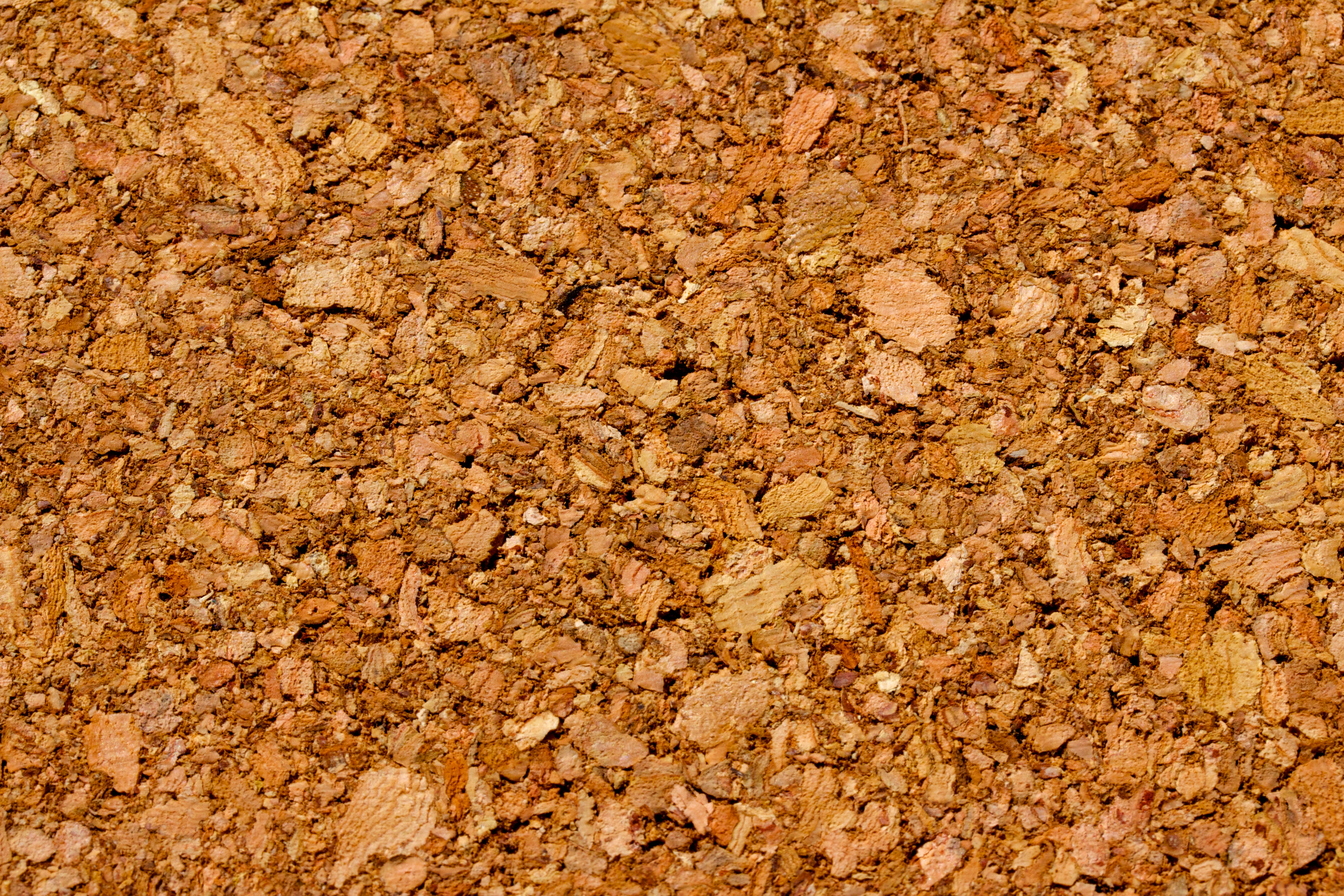
چوب‌پنبه ماده متداول در ساخت تابلوهای اعلانات

یک تابلو اعلانات سطحی است که برای نمایش پیام‌های عمومی به عنوان مثال تبلیغات خرید وفروش یا معرفی کالاها به کار می‌رود. تابلوهای اعلانات بیشتر از موادی مانند چوب‌پنبه، فلز، پلکسی گلس، مولتی استایل و مواردی مشابه برای تسهیل در کار افزودن یا زدودن پیغام‌ها ساخته می‌شوند. همچنین تابلوهای اعلانات می‌توانند در وب‌سایت‌ها نیز مورد استفاده قرار بگیرند تا مردم پیام‌های خود را آنجا بنویسند و عدهٔ دیگری آنها را ببینند و بخوانند.
تابلوهای اعلانات در محیط‌های ویژه‌ای چون دانشگاه‌ها و مراکز خدماتی  بیشتر استفاده میشوند. خوابگاه‌ها، راهروها،لابی‌ها و کیوسکهای تبلیغاتی محیط‌های هستند که اغلب دارای تابلوهای اعلاناتی هستند  که به صورت پراکنده نصب شده‌اند.